# Rathaus (Bürgstadt)

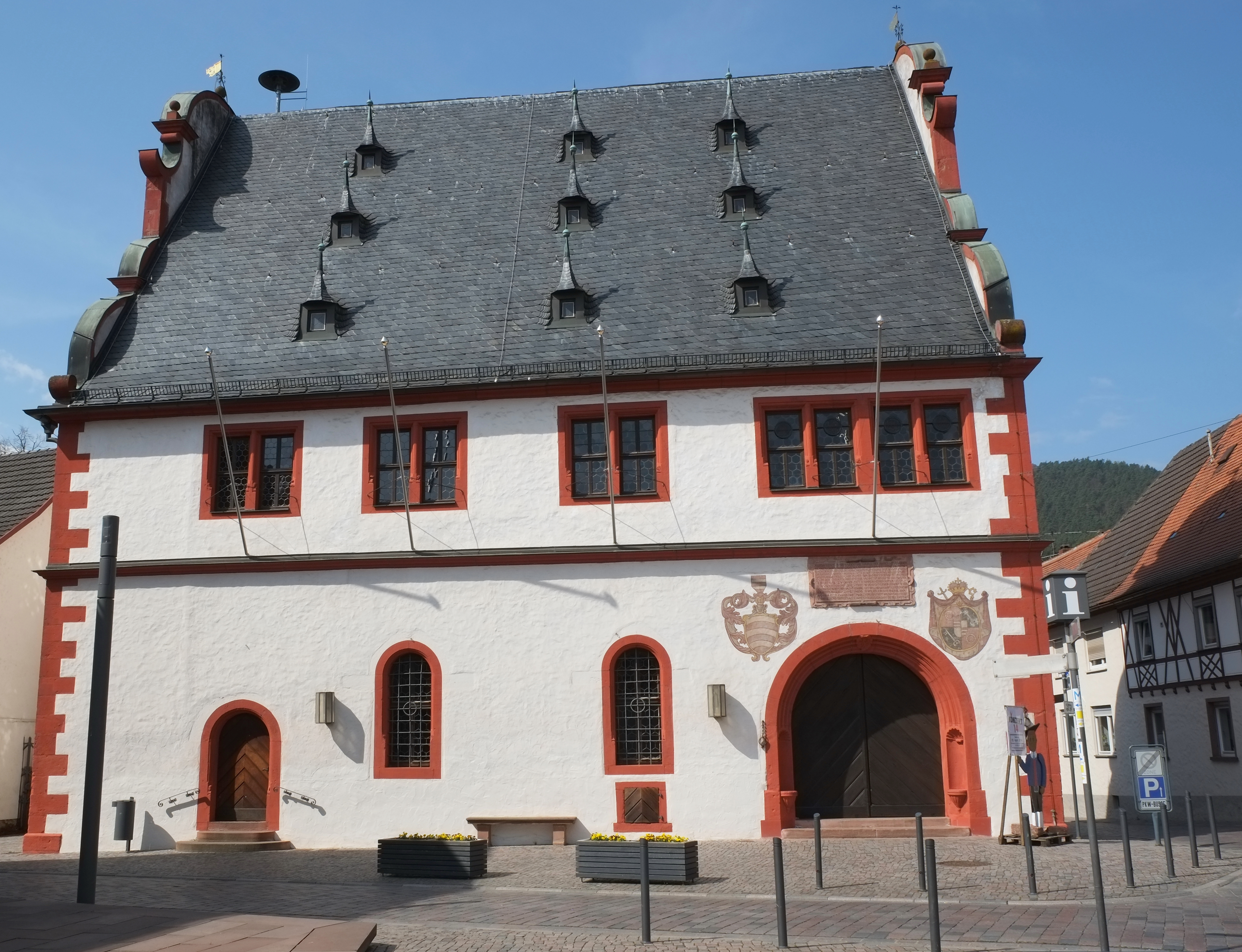
Rathaus in Bürgstadt mit Bauinschrift über dem Tor

Das Rathaus in Bürgstadt, einem Markt im unterfränkischen Landkreis Miltenberg (Bayern), wurde von 1590 bis 1592 errichtet. Das Rathaus mit der Adresse Krummgasse 2 ist ein geschütztes Baudenkmal.

## Geschichte
Der Neubau eines Rathauses war erforderlich geworden, da das alte Rathausgebäude baufällig und zu klein für die Aufgaben des Rates und der Verwaltung gewesen war. Der Baumeister des Bürgstadter Rathauses ist unbekannt.

### Bauinschrift

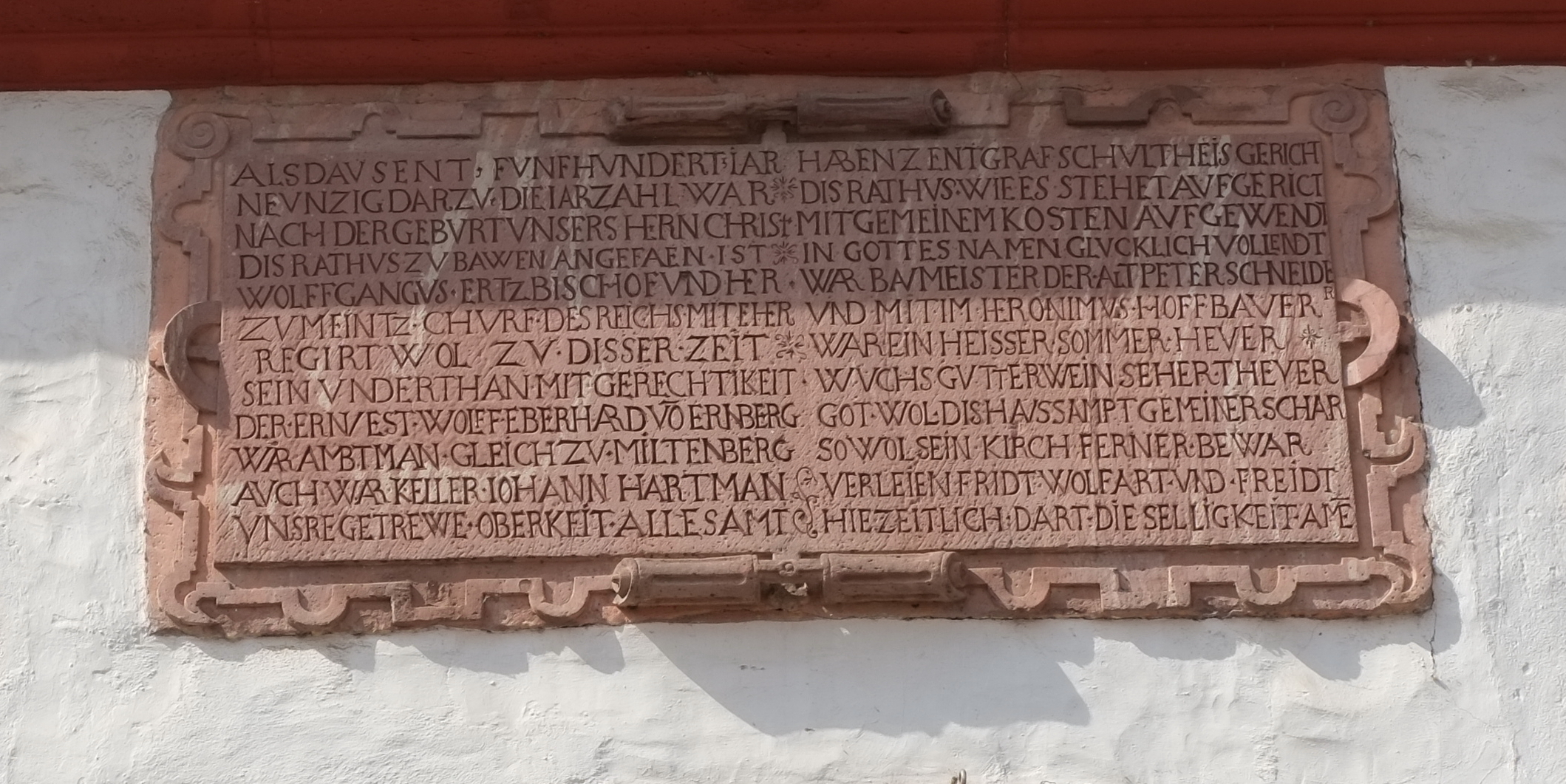
Bauinschrift über dem Haupttor

Die Bauinschrift über der ortsseitigen Toreinfahrt lautet: ALS TAUSENDFÜNFHUNDERT JAHR NEUNZIG DAZU DIE JAHRZAHL WAR, NACH DER GEBURT UNSERE HERRN CHRIST, DIES RATHAUS ZU BAUEN ANGEFANGEN IST. WOLFGANG, ERZBISCHOF UND HERR ZU MAINZ, KURFÜRST DES REICHS MIT EHER REGIERT WOHL ZU DIESER ZEIT SEINE UNTERTAN MIT GERECHTIGKEIT. DER EHRENWERTE WOLFF EBERHARD VON EHRENBERG WAR AMTMANN GLEICH ZU MILTENBERG, AUCH WAR KELLER JOHANN HARTMANN UNSERE GETREUE OBRIGKEIT ALLESAMT HABEN CENTGRAF, SCHULTHEIS, GERICHT DIES RATHAUS WIE ES STEHET AUFGERICHT. MIT GEMEINEN KOSTEN AUFGEWENDT, IN GOTTES NAMEN GLÜCKLICH VOLLENDT. WAR BAUMEISTER DER ALT PETER SCHNEIDER UND MIT IHM HIERONYMUS HOFBAUER. WAR EIN HEISSER SOMMER HEUER WUCHS GUTER WEIN SEHR TEUER. GOTT WOLL' DIES HAUS SAMT GEMEINER SCHAR SOWOHL SEIN KIRCH FERNER BEWAHR VERLEIH FRIED, WOHLFAHRT UND FREUD HIER ZEITLICH, DORT DIE SELIGKEIT. AMEN.
In der Inschrift werden der Landesherr Wolfgang von Dalberg, Kurfürst und Erzbischof in Mainz, der Oberamtmann Wolff Eberhard von Ehrenberg und der Keller Johann Hartmann genannt. Ebenso angeführt werden der Schultheiß Peter Schneider und der Gemeinderat Hieronymus Hofbauer. Rechts und links der Bauinschrift sind die Wappen des Mainzer Domkapitels sowie des Erzbischofs und Kurfürsten Friedrich Karl Josef von Erthal (1774–1802) zu sehen.

## Beschreibung

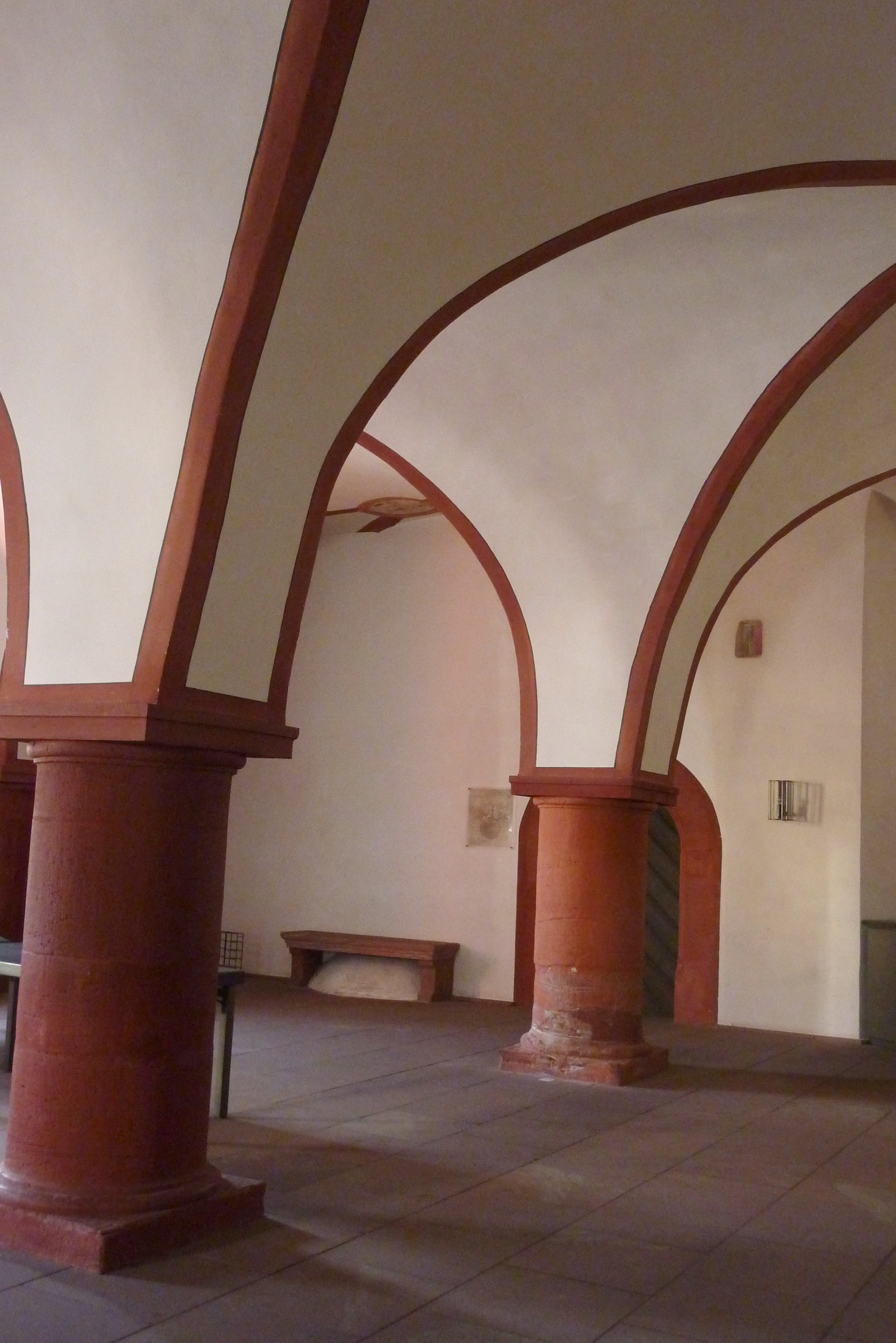
Gewölbehalle im Erdgeschoss

Das Renaissancegebäude wurde auf den Resten von Kellern dreier Häuser errichtet, die für den Bau des Rathauses abgerissen wurden. Als Zugang zur Gewölbehalle im Erdgeschoss dienen rundbogige Einfahrtstore an der Ortsseite und an der gegenüberliegenden Mainseite. Hier wurden auf Fuhrwerken die Naturalabgaben abgeliefert. Im Keller befand sich ein Fasslager.
Der zweigeschossige Satteldachbau mit dreigeschossigen geschweiften Blendgiebeln besitzt ein hohes Schieferdach mit Spitzgauben und eine Putzfassade mit Sandsteinrahmungen und -kanten. Der halb vortretende polygonale Treppenturm wird von einer Schieferhaube bedeckt.

## Wappenscheiben im Sitzungssaal
Im Sitzungssaal im ersten Stock sind sieben Wappenscheiben erhalten, die alle vor 1613 entstanden. Die Scheiben mit einem Durchmesser zwischen 35 und 36 cm sind mit einer Umschrift versehen.

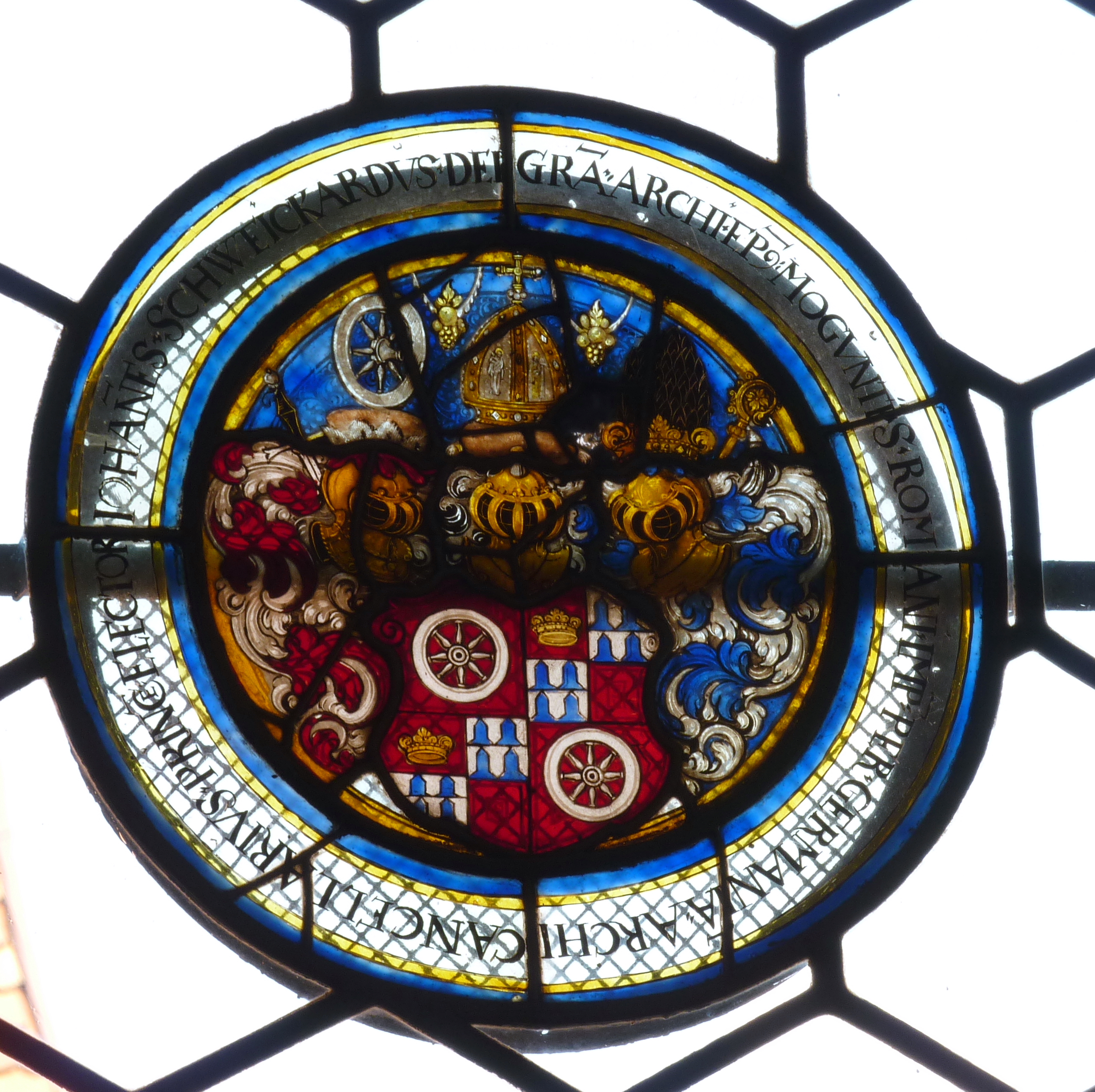
Scheibe mit dem Wappen des Erzbischofs Johann Schweikhard von Cronberg
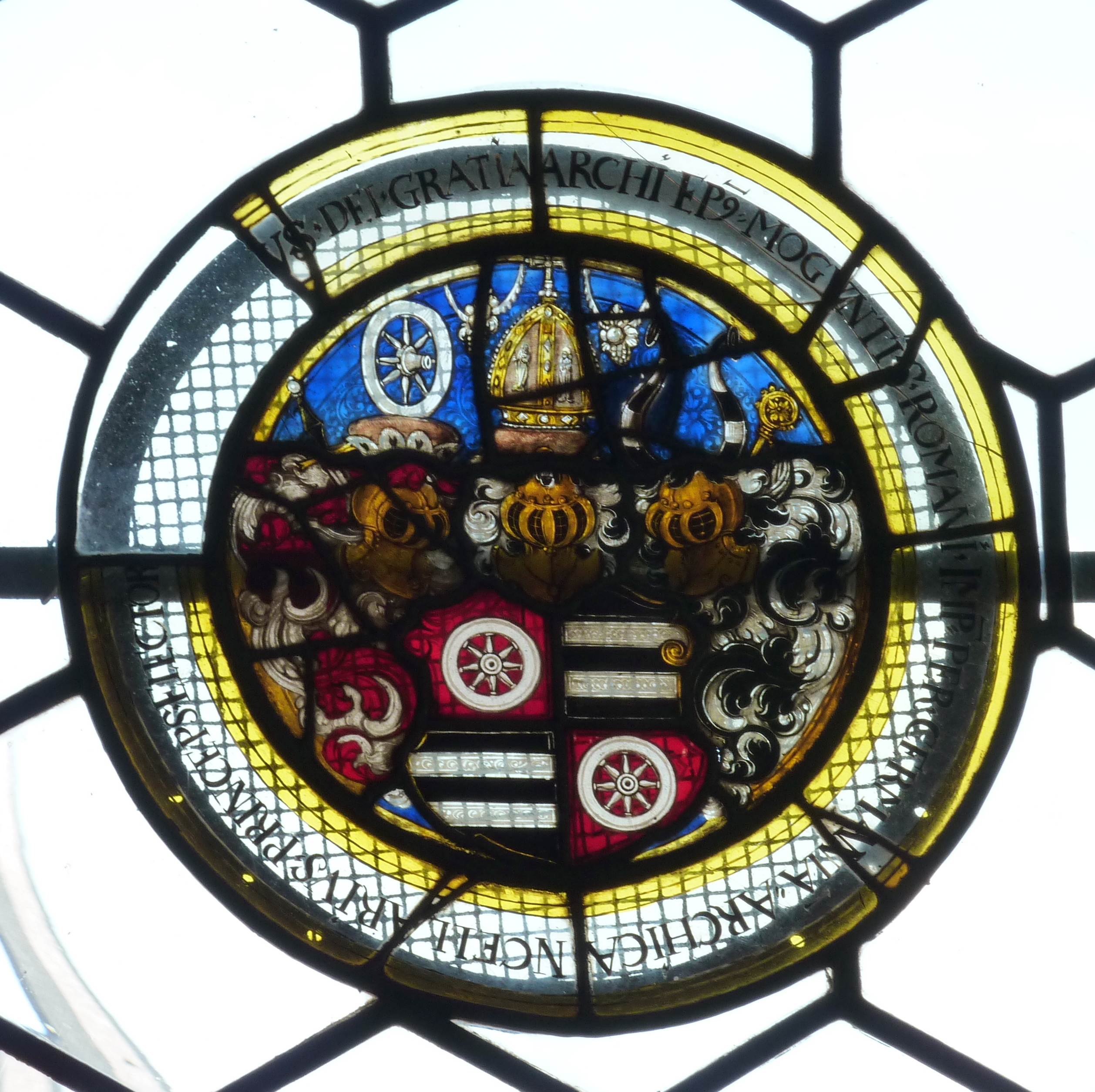
Scheibe mit dem Wappen des Erzbischofs Johann Adam von Bicken
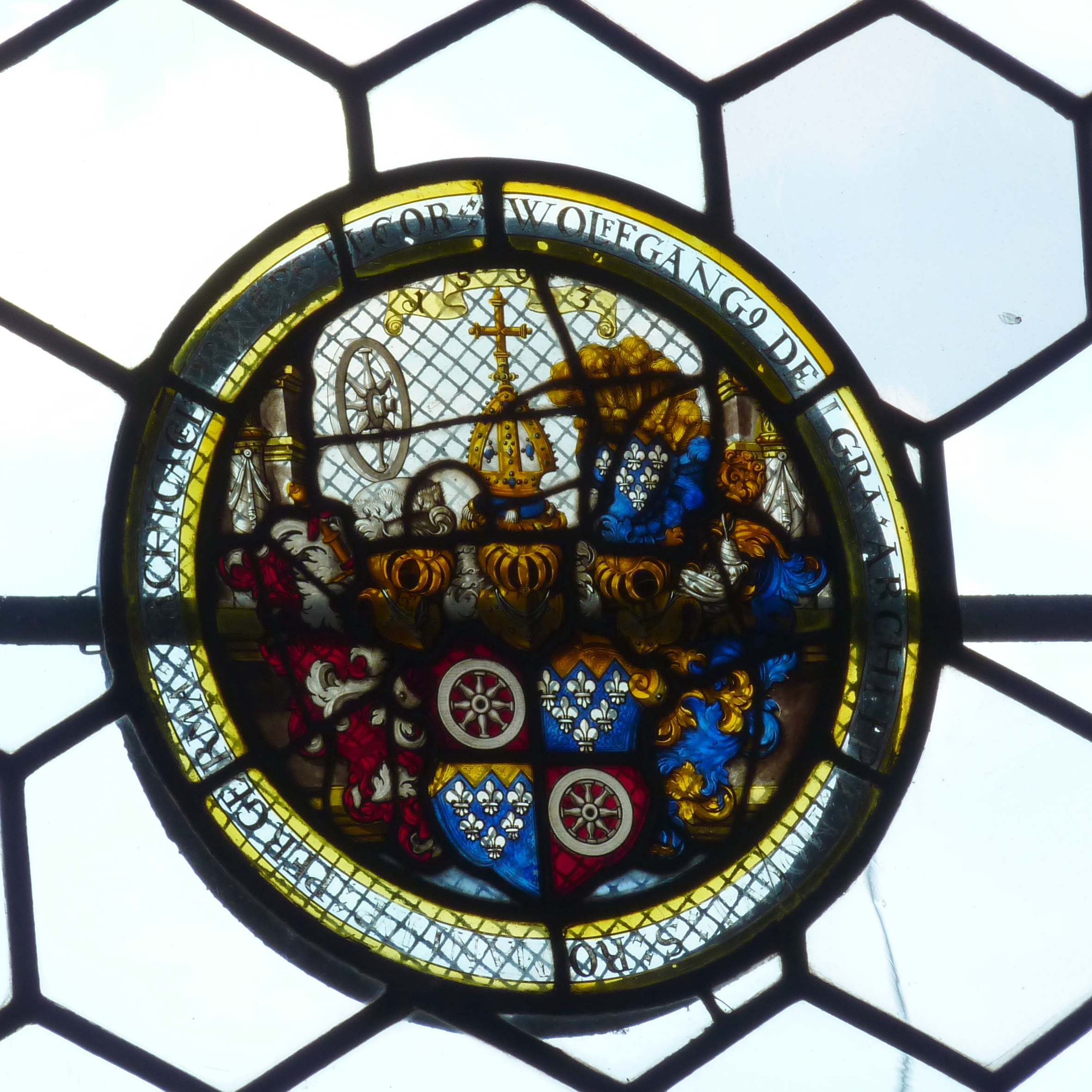
Scheibe mit dem Wappen des Erzbischofs Wolfgang von Dalberg
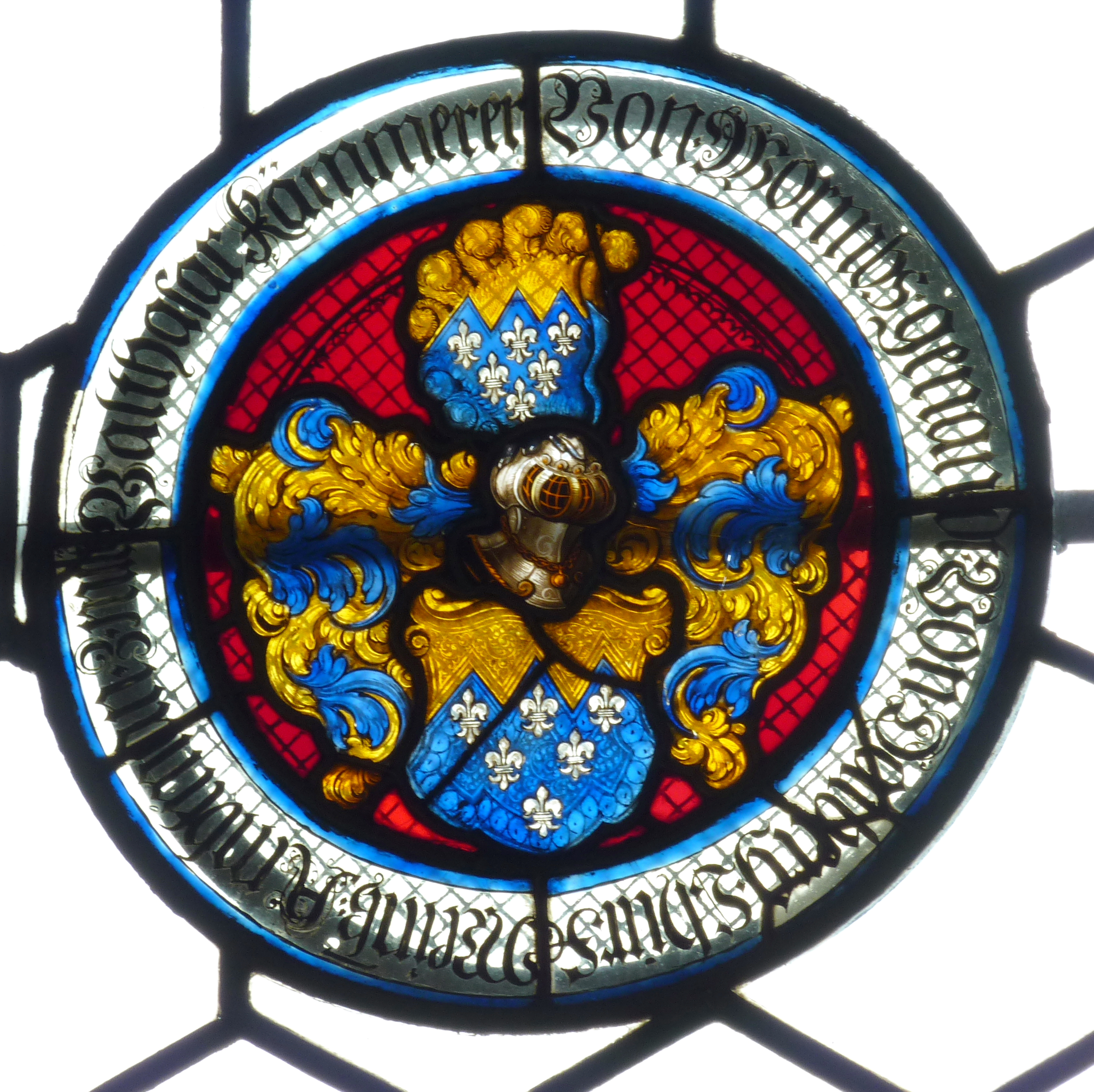
Scheibe mit dem Wappen des Oberamtmanns Balthasar von Dalberg

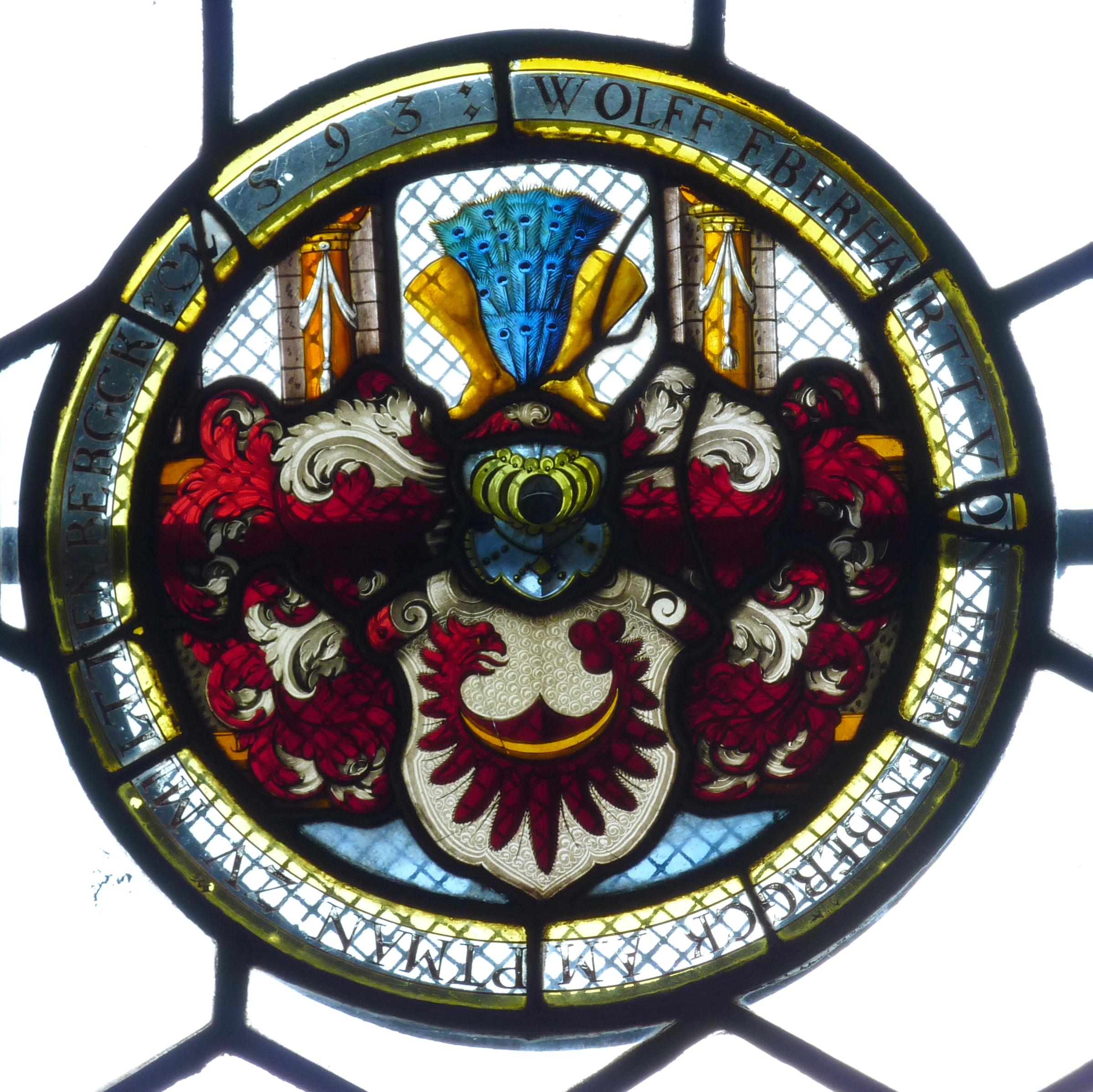
Scheibe mit dem Wappen des Oberamtmanns Wolff Eberhard von Ehrenberg
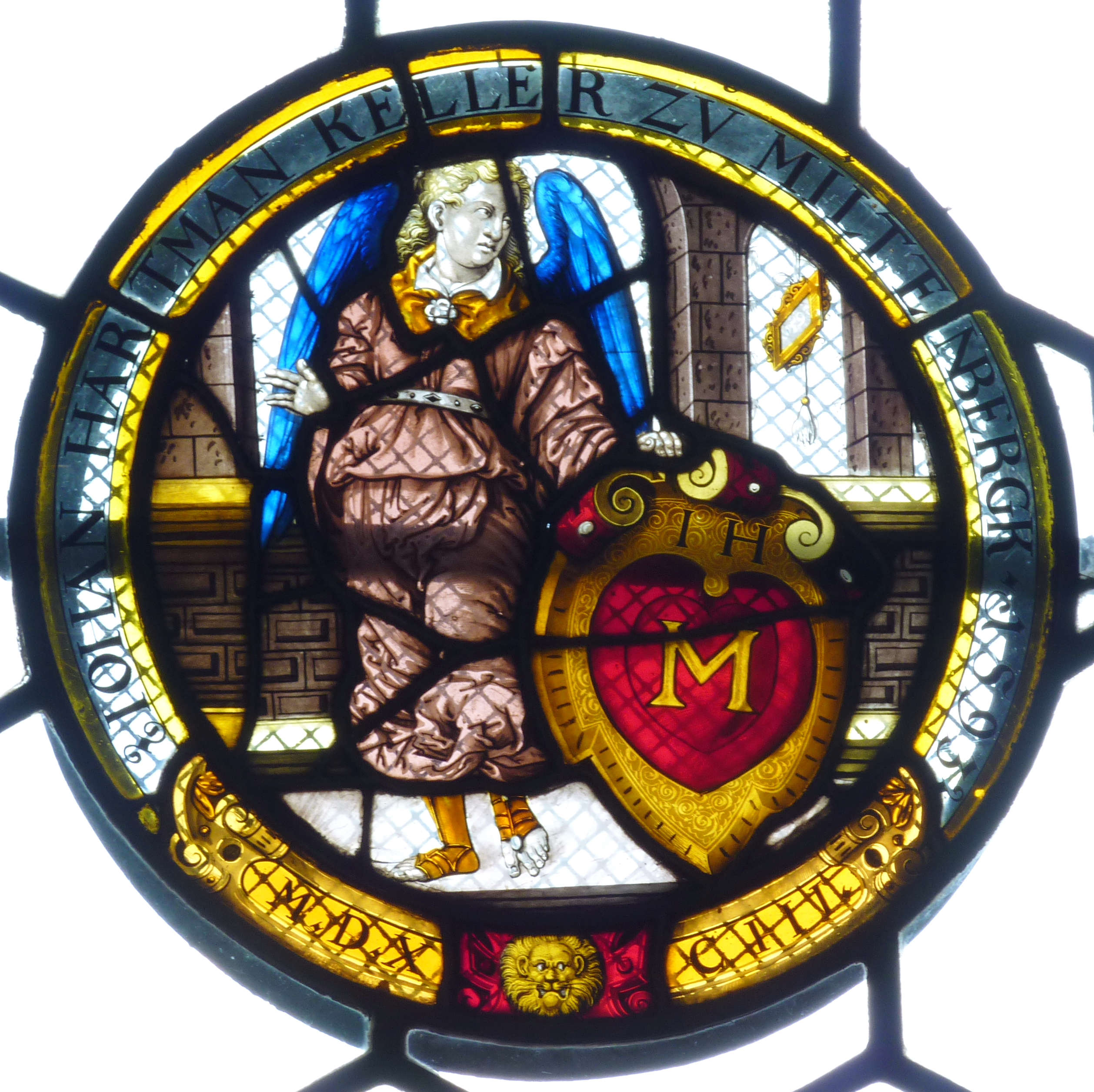
Scheibe mit dem Wappen des Amtskellers Johann Hartmann
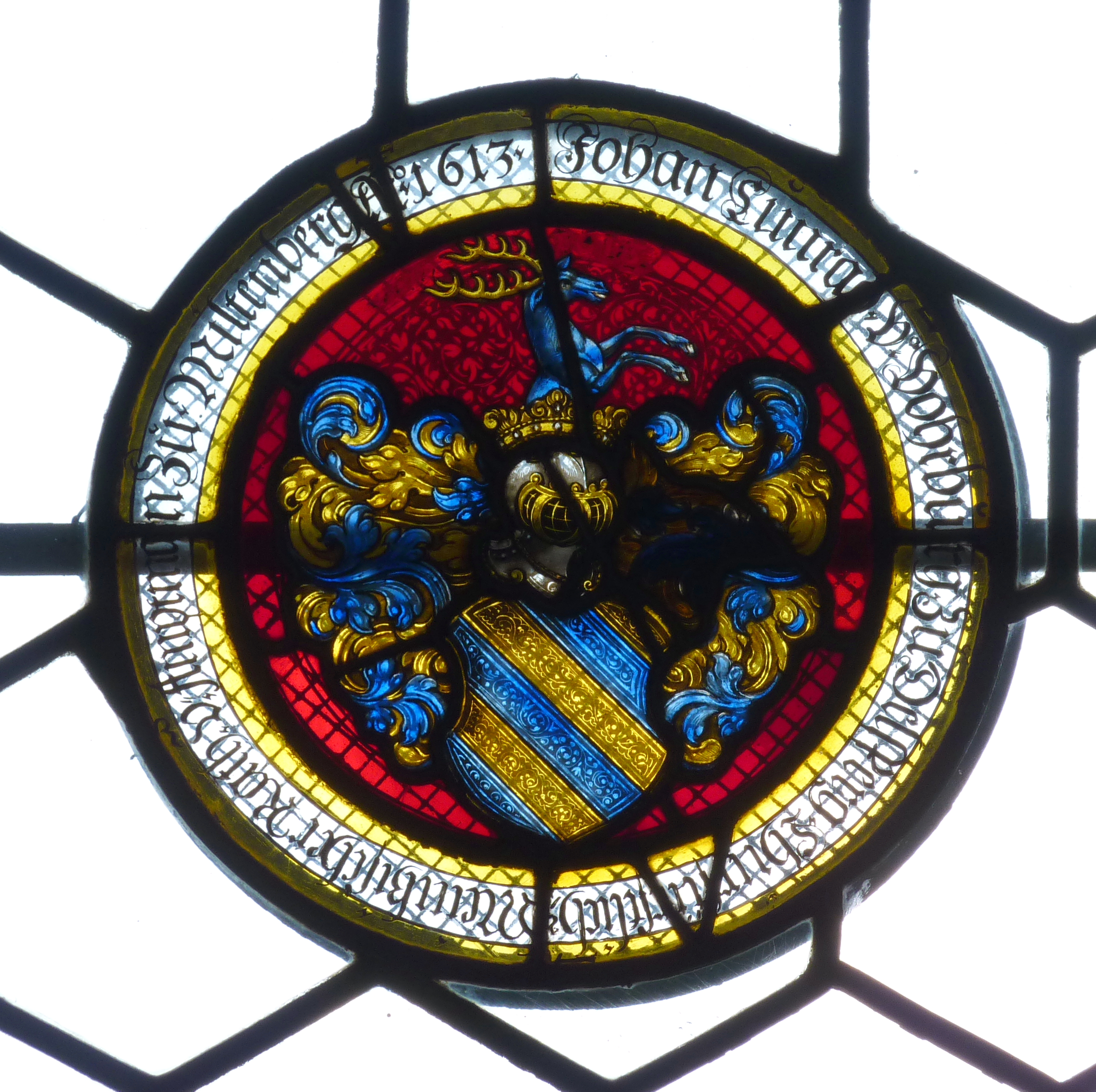
Scheibe mit dem Wappen des Oberamtmanns Johann Conrad von Vohrburg